# مری رادرفورد جی
مری رادرفورد جی (انگلیسی: Mary Rutherfurd Jay; 
۱۶ اوت ۱۸۷۲
–
۴ اکتبر ۱۹۵۳ (۸۱ سال)
) معمار، معمار منظر و باغبان اهل ایالات متحده آمریکا بود.